# Here Comes the Bride (film 1915)
Here Comes the Bride è un cortometraggio muto del 1915 diretto da Joseph Kaufman e prodotto dalla Lubin.

## Produzione
Il film fu prodotto dalla Lubin Manufacturing Company.

## Distribuzione
Distribuito dalla General Film Company, il film - un cortometraggio in una bobina - uscì nelle sale USA il 16 marzo 1915.